# Yi Liang Chou
Yi Liang Chou, född 1922, död 5 december 2005, var en kinesisk botaniker. Yi Liang Chou var särskilt intresserad av alger och fröväxter.
Auktorsnamnet Y.L.Chou kan användas för Yi Liang Chou i samband med ett vetenskapligt namn inom botaniken; se Wikipediaartiklar som länkar till auktorsnamnet.